# 匡智屯門晨輝學校
匡智屯門晨輝學校（英語：Hong Chi Morninghope School, Tuen Mun）是香港的一所特殊學校，位於新界屯門青麟路2號。

## 歷史
1994年，該學校以「屯門湖景晨輝學校」和分別作為中文和英文的學校名稱創立，本校的辦學團體由香港弱智人士服務協進會創辦，其校址位於屯門湖景邨湖碧樓地下。
1997年11月，為配合該校的辦學團體「香港弱智人士服務協進會」更名為「匡智會」，其學校名稱將中文名稱的「屯門湖景晨輝學校」和英文名稱的分別更名為「匡智湖景晨輝學校」和。
2001年，本校從屯門的湖景邨遷往青麟路2號，其學校名稱將中文名稱的「匡智湖景晨輝學校」和英文名稱的分別更名為「匡智屯門晨輝學校」和。
2017年11月，獲九巴捐出前身為訓練巴士的丹尼士三叉戟三型12米（車牌HM8416），是九巴「巴士再生夢」中第2間受惠學校。

## 外部連結
- 匡智屯門晨輝學校官方網站（页面存档备份，存于）
- 家庭與學校合作事宜委員會相關網站 - 匡智屯門晨輝學校（页面存档备份，存于）